# مايكل هاريس (صحفي)
مايكل هاريس (بالإنجليزية: Michael Harris)‏ (1948 - )؛ روائي، وصحفي من كندا.

## روابط خارجية
- مايكل هاريس على موقع IMDb (الإنجليزية)